# کفر بهم
کفر بهم (به عربی: کفر بهم) یک منطقهٔ مسکونی در سوریه است که در شهرستان حمات واقع شده‌است.

## خصوصیات
کفر بهم ۱۲٬۱۹۴ نفر جمعیت دارد و ۳۳۰ متر بالاتر از سطح دریا واقع شده‌است.